# Christoph Friedrich von Ammon
Christoph Friedrich von Ammon (Bayreuth, 16 de enero de 1766-Dresde, 21 de mayo de 1850) fue un teólogo, filósofo, filólogo y escritor alemán.

## Biografía
Nacido en Baireuth, se trasladó a Erlangen para estudiar. Ejerció la docencia en las facultades de Filosofía y Teología de la universidad de esa ciudad y de la de Gotinga.
Tratando de instalarse en una posición a mitad de camino entre el racionalismo y el supernaturalismo, abogó por un «supernaturalismo racional», alegando que debe darse un desarrollo gradual de la doctrina cristiana que se corresponda con el avance del conocimiento y la ciencia. Al mismo tiempo, sin embargo, también intentó —al igual que otros representantes de su escuela de pensamiento como Karl Gottlieb Bretschneider o Julius Wegscheider— mantenerse en estrecho contacto con la teología histórica de las iglesias protestantes. 
Sus conocimientos eran amplios y variados, y se desempeñó como filólogo, filósofo y teólogo.
Falleció en Dresde en 1850, a los 84 años de edad.

## Obras
Su obra fue voluminosa. Destacan:
- Fortbildung des Christenthums zur Weltreligion (1833-1840), dividida en cuatro volúmenes;
- Entwurf einer reinbiblischen Theologie  (1792);
- Summa Theologiae Christianae (1803);
- Das Leben Jesu (1842), y
- Die wahre und falsche Orthodoxie (1849)

## Atribución
Este artículo incorpora texto de una publicación sin restricciones conocidas de derecho de autor:  Varios autores (1910-1911). «Encyclopædia Britannica».  En Chisholm, Hugh, ed. Encyclopædia Britannica. A Dictionary of Arts, Sciences, Literature, and General information (en inglés) (11.ª edición). Encyclopædia Britannica, Inc.; actualmente en dominio público.

- Datos: Q213786
- Multimedia: Christoph Ammon / Q213786